# Szkoła Filmowa im. Krzysztofa Kieślowskiego

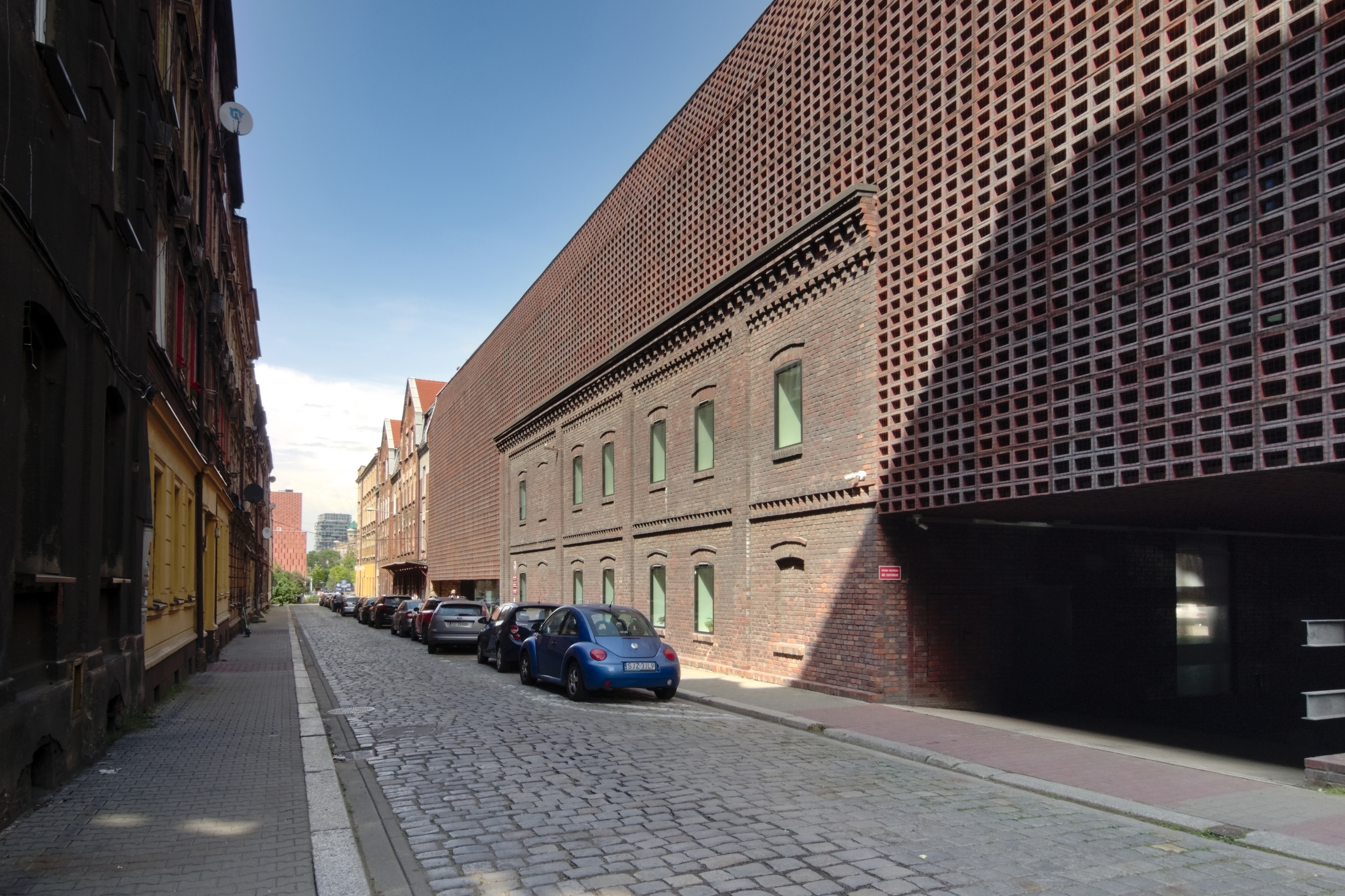
Siedziba Szkoły Filmowej im. K. Kieślowskiego przy ulicy św. Pawła 3

Szkoła Filmowa im. Krzysztofa Kieślowskiego Uniwersytetu Śląskiego w Katowicach (potocznie nazywana katowicką filmówką) – jedna z dwóch publicznych szkół filmowych w Polsce (obok Szkoły Filmowej w Łodzi), kształcąca na kierunkach: reżyseria, realizacja obrazu filmowego, telewizyjnego i fotografia, organizacja produkcji filmowej i telewizyjnej oraz creative management in new media. Szkoła filmowa posiada uprawnienie do nadawania stopnia doktora oraz przeprowadzania procedury habilitacyjnej w zakresie sztuk filmowych. Jednym z wykładowców szkoły był reżyser Krzysztof Kieślowski, obecnie jej patron.
Szkoła powstała 3 października 1978 roku jako Wydział Radia i Telewizji Uniwersytetu Śląskiego w Katowicach z siedzibą przy ulicy Bytkowskiej w Katowicach.
8 marca 2011 roku ogłoszono wyniki konkursu na nowy budynek WRiTV. Miejsce nowej siedziby zostało zlokalizowane przy ulicy świętego Pawła 3, w Śródmieściu. W 2017 roku otwarto nowy budynek.
28 maja 2019 roku Senat Uniwersytetu Śląskiego w Katowicach przyjął nowy Statut uczelni na mocy którego od 1 października 2019 roku dawny Wydział Radia i Telewizji im. Krzysztofa Kieślowskiego został przekształcony w Szkołę Filmową im. Krzysztofa Kieślowskiego.

## Władze Szkoły
W kadencji 2024–2028:
| Stanowisko                                       | Imię i nazwisko                 |
| ------------------------------------------------ | ------------------------------- |
| Dziekan                                          | dr hab. Krystyna Doktorowicz    |
| Prodziekan ds. kształcenia i studentów           | dr Katarzyna Forst              |
| Prodziekan ds. nauki i twórczości artystycznej   | prof. dr hab. Jerzy Łukaszewicz |
| Prodziekan ds. Organizacji Projektów             | dr Agnieszka Skołucka           |
| Dyrektor Instytutu Sztuk Filmowych i Teatralnych | prof. dr hab. Janusz Musiał     |

## Główne kierunki badawcze
- Reżyseria telewizyjno–filmowa, sztuka operatorska
- Fotografia artystyczna
- Medioznawstwo, prawo audiowizualne
- Kinematografia i produkcja filmowa[8]

## Kierunki kształcenia
Szkoła Filmowa im. K.Kieślowskiego kształci studentów na następujących kierunkach:
- Organizacja produkcji filmowej i telewizyjnej, I i II stopnia, stacjonarne oraz niestacjonarne
- Realizacja obrazu filmowego, telewizyjnego i fotografia, jednolite magisterskie, stacjonarne
- Reżyseria, I i II stopnia, stacjonarne[9]
- Creative management in new media, II stopnia, stacjonarne (studia prowadzone w języku angielskim)[10]

## Siedziba
Budynek posiada halę zdjęciową, salę kinową, pracownię montażową, atelier oraz pracownie dydaktyczne.

## Nauczyciele akademiccy
- Krzysztof Zanussi
- Jerzy Stuhr
- Kazimierz Morski
- Filip Bajon
- Edward Żebrowski
- Kazimierz Kutz
- Leszek Wosiewicz
- Magdalena Piekorz
- Michał Rosa
- Maciej Pieprzyca
- Bogdan Dziworski
- Andrzej Fidyk
- Jerzy Łukaszewicz
- Andrzej Ramlau
- Adam Sikora
- Marcin Wrona
- Stefan Czyżewski
- Marcin Koszałka
- Kamil Przełęcki(inne języki)
- Magdalena Dipont
- Jacek Hamela
- Ewa Gębicka
- Michał J. Zabłocki
- Piotr Nitecki
- Zbigniew Niciński
- Piotr Ślęzak
- Aleksander Żakowicz
- Anna Huth
- Łukasz Baka
- Paweł Chorzępa
- Rafał Milach
- Małgorzata Domin
- Bartosz Konopka
- Jan P. Matuszyński
- Aneta Hickinbotham(inne języki)

## Absolwenci
- Urszula Antoniak
- Aneta Cebula-Hickinbotham[11]
- Maciej Dejczer
- Tomasz Dobrowolski
- Piotr Domalewski – Złote Lwy na 42. FPFF za film Cicha noc
- Tomasz Drozdowicz
- Paweł Dyllus
- Andrzej Jakimowski – Złote Lwy na 32. FPFF za film Sztuczki
- Szymon Jakubowski
- Jarosław Januszewicz
- Zbigniew Kopalko
- Bartosz Konopka – nominacja do Oscara (2010)
- Teresa Kotlarczyk
- Marcin Koszałka – nagrody za zdjęcia na 29. FPFF (2004) oraz 34. FPFF (2009)
- Waldemar Krzystek – Złote Lwy na 33. FPFF (2008)
- Stanisław Kuźnik
- Krzysztof Lang
- Magdalena Holland-Łazarkiewicz
- Piotr Łazarkiewicz
- Paweł Maślona
- Jan P. Matuszyński – Złote Lwy na 41. FPFF za film Ostatnia rodzina
- Magdalena Piekorz – Złote Lwy na 29. FPFF (2004)
- Maciej Pieprzyca – nagroda za debiut na 33. FPFF (2008)
- Michał Rosa
- Agnieszka Smoczyńska
- Maciej Ślesicki – nagroda za reżyserię na 20. FPFF (1995)
- Marcin Wrona – Srebrne Lwy na 35. FPFF (2010)
- Maria Zmarz-Koczanowicz

## Festiwal
Studenci Szkoły Filmowej (kierunku Organizacji Produkcji Filmowej i Telewizyjnej) są organizatorami festiwalu etiud studenckich Węgiel Film Festiwal, który odbywa się w Katowicach.

## Potoczne nazwy
W publikacjach medialnych występują potoczne nazwy szkoły:
- Katowicka Filmówka[1]
- Katowicka Szkoła Filmowa[12]
- Śląska Filmówka[11]

## Kadry Śląskiej Filmówki
TVP3 Katowice zrealizował program telewizyjny Kadry Śląskiej Filmówki poświęcony szkole. „Kadry Śląskiej Filmówki” to cykl Telewizji Katowice realizowany w Szkole Filmowej im. Krzysztofa Kieślowskiego Uniwersytetu Śląskiego w Katowicach. Program opowiada historię wydziału, szkoły, prezentuje sylwetki jej wykładowców - wybitnych twórców filmu polskiego, pokazuje jak szkoleni są przyszli reżyserzy, operatorzy i kierownicy produkcji. W magazynie prezentowane są też fragmenty etiud i filmów produkowanych w szkole.